# Масаца
Маса̀ца (на италиански: Massazza; на пиемонтски: Massasa, Масаза) е село и община в Северна Италия, провинция Биела, регион Пиемонт. Разположено е на 226 m надморска височина. Населението на общината е 553 души (към 2010 г.).